# 廬原臣
廬原臣（いおはらのおみ、生没年不詳）は、飛鳥時代の豪族・庵原氏（廬原国造）の一人。姓は君で、臣足（おみたり）とも。

## 出自
「廬原氏」は駿河国の廬原国造の国造一族で、『新撰姓氏録』右京皇別に「（吉備氏の分家である）笠朝臣同祖。（孝霊天皇の皇子である）稚武彦命之後也」とあって、その孫の吉備武彦が景行天皇の命で東方に派遣され、廬原国を与えられた、とある。同族には角鹿国造や国前国造がある。駿河国庵原郡、現在の静岡市清水区には三池平古墳、午王堂山三号墳、神明山一号墳、その西の葵区には谷津山古墳など大型の前方後方墳や前方後円墳があり、廬原国造の有力な首長墓と考えられている。

## 記録
『日本書紀』巻第二十六によると、斉明天皇6年（660年）に
とあるので、この廬原臣と関係があると見られ、彼の一族が国造として率いる軍事動員の能力が期待されたことが窺われる。
『書紀』巻第二十七によると、天智天皇2年3月（663年）に、百済復興のためのの6人の将軍が率いる2万7千人の新羅征討軍団が到着した一方で、百済王室内部では内紛が発生していた。大和政権の擁立した百済王、扶余豊璋は、重臣鬼室福信を謀叛の罪で処断し、その首を醢（すし＝酢漬け）にした。
この有り様を知った新羅軍は好機と見て、百済の都、州柔城を奪おうとした。そのことを察した豊璋は、「日本国の救援の将軍、廬原君臣（いおはら の きみ おみ）が1万余りの軍団を率いて日本からやってくるので、私が自分で行って、白村（はくすき＝錦江の河口）で出迎える」と諸将に言った。敵軍は州柔城を取り囲み、唐の戦艦170艘が白村江に陣列を敷いた。そして、日本の先に到着した船師（ふねいくさ）と大唐の船師とが衝突し、戦闘が始まったが、不利とみて、日本軍は退いた。大唐の陣営は堅く、翌日、日本の諸将と百済の王は「気象」（あるかたち）を見ないまま、
と何の戦略も立てずに、隊列の乱れた中軍を率いて突入していった。唐軍は左右から船をはさみとりかこんで攻撃し、日本・百済連合軍は惨敗した。
といった状況の中で、朴市秦田来津（えち の はだ の たくつ）は敵兵数十人を道連れにして戦死し、百済王は船で高句麗へと亡命していった。
以上のような乱戦の中で、廬原君臣がどのようになったのかは、記述されていないため、分かっていない。
なお、廬原氏は 天武天皇13年（684年）の八色の姓制定当時には改姓しておらず、『続日本後紀』巻第四によると、平安時代の承和2年（835年）10月に、遣唐訳語の廬原公有子（いおはら の きみ ありこ）が朝臣を賜姓されている。同年2月には廬原公有守（いおはら の きみ ありもり）が遣唐訳語に任命されている。